# Xiao Hongyan
Xiao Hongyan (Chinees: 肖 紅艷) (Rushan, 26 januari 1965) is een voormalige Chinese langeafstandsloopster, die gespecialiseerd was in de marathon. Ze werd Chinees kampioene op de 10.000 m en de marathon. Ook had op deze laatste afstand enige tijd het Chinese record in handen.

## loopbaan
Hongyan begon als middellangeafstandsloopster en won in 1982 de nationale titel bij de Chinese jeugdkampioenschappen op de 800 en de 1500 m. Al snel verlegde ze haar aandacht naar de marathon, waarop ze in 1983 derde werd bij de Chinese Spelen. In 1985 won ze de 10.000 m op de Chinese kampioenschappen en in 1986 werd zij opgenomen in de selectie voor de Aziatische Spelen in Seoel. Hierbij won ze op de marathon een bronzen medaille. Bij de Chinese Spelen een jaar later pakte ze het goud in een persoonlijk record van 2:32.11. Haar tijd was eveneens een nationaal record, dat een jaar stand hield tot het in maart 1988 verbeterd werd door Zhao Youfeng. Ze kreeg toestemming deel te nemen aan de marathon van Rotterdam. Deze wedstrijd won ze op 17 april 1988.
Na haar sportcarrière werd Hongyan vanaf 1992 trainster in de kustprovincie Shandong. Ze trainde verschillende internationale jeugdatleten, onder wie Sun Guanghong en Li Yunxia. Voor haar prestaties kreeg ze van de provincie de National Labor Medal.
Hongyan is afgestudeerd aan de Beijing Sports University in lichamelijke oefening.

## Titels
- Chinese Spelen kampioene marathon - 1987
- Chinees kampioene 10.000 m - 1985

## Persoonlijke records
| Afstand  | Prestatie | Datum            |
| -------- | --------- | ---------------- |
| 10.000 m | 33.02,44  | 29 november 1987 |
| marathon | 2:32.11   | 29 maart 1987    |

## Palmares

### 10.000 m
- 1985:  Chinese kamp. in Shanghai - 34.42,17
- 1986:  Aziatische Spelen in Seoel - 33.47,22

### 15 km
- 1985: 33e 15 km van Gateshead - 53.08

### marathon
- 1987:  Chinese Spelen in Tianjin - 2:32.11
- 1988:  marathon van Rotterdam - 2:37.46